# Roseland (film)
Roseland è un film del 1977 diretto da James Ivory.